# بنیاد بین‌المللی درنا
بنیاد بین‌المللی درنا (به انگلیسی: International Crane Foundation)، یک سازمان غیرانتفاعی حفاظتی است که برای حفاظت از درناها و بوم‌سازگان‌ها، حوضه‌های آبخیز و مسیرهای پروازی که به آن‌ها وابسته هستند، کار می‌کند. بنیاد بین‌المللی درنا که در سال ۱۹۷۳ تأسیس شد، در بارابو، ویسکانسین در یک ملک ۲۵۰ هکتاری مستقر است که شامل نمایشگاه‌های درنای زنده با ۱۵ گونه جرثقیل، مرکز بازدیدکنندگان، امکانات پرورش، کتابخانه تحقیقاتی و مسیرهای طبیعت‌گردی است. این بنیاد در سراسر جهان و در ایالات متحده با شرکای محلی برای پرورش و حفظ درناها کار می‌کند. این بنیاد یک پایگاه منطقه‌ای در چین دارد و دفترهای برنامه را با سازمان‌های شریک در کامبوج، هند، آفریقای جنوبی، تگزاس، ویتنام و زامبیا به اشتراک می‌گذارد. تقریباً ۸۰ کارمند بنیاد بین‌المللی درنا با شبکه‌ای متشکل از صدها متخصص در بیش از ۵۰ کشور در پنج قاره کار می‌کنند.

## تاریخ
بنیاد بین‌المللی درنا در سال ۱۹۷۳ توسط دو دانشجوی پرنده‌شناسی در دانشگاه کرنل به نام‌های ران ساوی و جورج دبلیو آرچیبالد بنیان‌گذاری شد که سازمانی را متصور شدند که تحقیقات، پرورش و معرفی دوباره، بازسازی چشم‌انداز و آموزش را برای حفاظت از ۱۵ گونه درنا در جهان ترکیب کند. در سال ۱۹۷۳، خانواده ساوی مزرعه اسب خود را به مبلغ ۱ دلار در سال به ران و جورج اجاره دادند تا بنیاد بین‌المللی درنا را در بارابو، ویسکانسین بنیان‌گذاری کنند. این سازمان در سال ۱۹۸۳ به محل کنونی خود نقل مکان کرد.
آرچیبالد از سال ۱۹۷۳ تا ۲۰۰۰ مدیر این سازمان بود. او چندین تکنیک را در آنجا برای پرورش درناها در اسارت پیشگامی کرد، از جمله استفاده از لباس‌های درنا توسط دست‌اندرکاران انسانی. آرچیبالد سه سال را با یک درنای فریادزن بسیار در خطر انقراض به نام تِکس گذراند و در نقش یک درنای نر - راه رفتن، صدا زدن، رقصیدن - را انجام داد تا او را به شرایط باروری منتقل کند. تِکس با فداکاری خود و استفاده از لقاح مصنوعی، سرانجام یک تخم بارور گذاشت که جوجه‌ای به نام جی‌ویز از تخم بیرون آمد.
دفتر بنیاد بین‌المللی درنا در راکپورت، تگزاس در سال ۲۰۱۷ توسط توفند هاروی نابود شد، اما دوباره ساخته خواهد شد. این دفتر در نزدیکی پناهگاه حیات وحش ملی آرانزاس قرار داشت، منطقه‌ای که آخرین گله طبیعی درناهای سیاه را نگهداری می‌کند.
- آلدو لئوپولد